# Teucholabis perangusta
Teucholabis perangusta är en tvåvingeart som beskrevs av Alexander 1939. Teucholabis perangusta ingår i släktet Teucholabis och familjen småharkrankar. Inga underarter finns listade i Catalogue of Life.